# Церква Георгія Побідоносця (Сандата)
 Церква Георгія Побідоносця  (рос. Церковь Георгия Победоносца) — православний храм в селі Сандата, Сальський район, Ростовська область, Росія. Відноситься до Сальського благочиння Волгодонської і Сальської єпархії Московського патріархату. Побудована на початку XX століття.

## Історія
Село Сандата було засновано у 1805 році, а перша церква в ньому з'явилася майже через півстоліття: нею став Покровський храм, зведений в 1851 році. При храмі функціонувала церковно-приходська школа.
Церква Георгія Побідоносця, за твердженням старожилів, була побудована в 1912 році (хоча загальновідомих точних даних, що підтверджують це, немає) .
У 1960-х роках, в часи антирелігійної кампанії Микити Хрущова, церква була закрита (і до цього моменту вона залишалася єдиним храмом в селі). Сталося це після смерті настоятеля і за вказівкою районного комітету партії. Місцеві жителі прагнули відстояти храм, не пускаючи до нього партійних представників, після чого владі довелося піти на хитрість і пообіцяти, що церкву і її начиння відреставрують. Однак трактор зміг зірвати лише дзвіницю, основна ж споруда церкви залишилася.
У 1970-х роках у храмі розміщувався зерновий склад, який згодом згорів (ймовірно, через самозаймання). У 1989 році церкву почали відновлювати, основні роботи були завершені вже через два роки.
Нині на великих церковних святах у церкві збираються віруючі села, навколишніх поселень і навіть Сальська. Настоятелем храму був ієрей Святослав Вікторович Баденков, в даний час — протоієрей Олександр Якимов.